# Cindy Lima
Cindy Orquídea Lima García (Barcellona, 21 giugno 1981) è un'ex cestista spagnola.
Alta 196 cm, giocava come centro.

## Carriera
Con la Spagna ha disputato i Giochi olimpici di Pechino 2008, i Campionati mondiali del 2010 e quattro edizioni dei Campionati europei (2007, 2009, 2011, 2013).